# آلسیو مانزونی
آلسیو مانزونی (انگلیسی: Alessio Manzoni؛ زادهٔ ۱۰ آوریل ۱۹۸۷) بازیکن فوتبال اهل ایتالیا است.
از باشگاه‌هایی که در آن بازی کرده‌است می‌توان به باشگاه فوتبال اسپتزیا، باشگاه فوتبال پارما، باشگاه فوتبال فروزینونه، باشگاه فوتبال برشا، باشگاه فوتبال پادوا، و باشگاه فوتبال آتالانتا اشاره کرد.
وی همچنین در تیم‌های ملی فوتبال زیر ۱۶ سال ایتالیا و زیر ۲۰ سال ایتالیا بازی کرده‌است.